# Adoretus exasperans
Adoretus exasperans är en skalbaggsart som beskrevs av Louis Albert Péringuey 1902. Adoretus exasperans ingår i släktet Adoretus och familjen Rutelidae. Inga underarter finns listade i Catalogue of Life.